# Nowa Wieś (gmina Młodzieszyn)
Nowa Wieś (niem. Neudorf) – wieś w Polsce, położona w województwie mazowieckim, w powiecie sochaczewskim, w gminie Młodzieszyn.
Sołectwo Nowa Wieś, Rokicina tworzą wsie Nowa Wieś i  Rokicina. W 2023 sołectwo liczyło 42 osoby.
| SIMC    | Nazwa   | Rodzaj    |
| ------- | ------- | --------- |
| 1057485 | Rumunki | część wsi |

W latach 1975–1998 miejscowość należała administracyjnie do województwa skierniewickiego.